# Oskar Farner
Oskar Farner (* 22. September 1884 in Unterstammheim; † 16. Juli 1958 in Zürich) war ein Schweizer evangelischer Geistlicher und Zwingli-Forscher.

## Leben
Oskar Farner war der Sohn von Alfred Farner († 1908), Pfarrer der Reformierten Kirche Unterstammheim.
Er immatrikulierte sich für ein Theologiestudium an der Universität Basel mit Vorlesungen bei Paul Wernle. Das Studium setzte er an der Universität Marburg, der Universität Berlin und der Universität Zürich fort.
1908 wurde er Pfarrer in Zollikon. Von 1937 bis 1950 war er als Pfarrer am Grossmünster in Zürich. In dieser Zeit entwarf er 1942 einen Weihnachtsbrief an die Juden der Schweiz, in dem er darauf hinwies, dass Adolf Hitler es zunächst auf die Juden und dann auf das ganze Christentum abgesehen habe. Dieser Brief wurde von 37 Persönlichkeiten, darunter Karl Barth, Emil Brunner und Eberhard Vischer, unterschrieben. Er ist vermutlich das erste Dokument in der Christentumsgeschichte, in dem Christen ein Schuldbekenntnis gegenüber dem Judentum ablegten.
Ab 1932 war er im Kirchenrat und von 1947 bis 1955 Kirchenratspräsident sowie Chefredakteur des Kirchenboten für den Kanton Zürich.
Er rief 1951 die führenden Männer der deutschschweizerischen Evangelisch-reformierten Landeskirchen zu einer Kontaktnahme mit der Leitung des Deutschen Evangelischen Kirchentages zusammen, sodass im folgenden Jahr über 3000 Schweizer am Stuttgarter Kirchentag teilnahmen.
Oskar Farner war seit 1916 mit Mary Wieser (1891–1963) verheiratet.

### Wissenschaftliches Wirken
1930 wurde er, mit seiner Habilitationsschrift Die Kirchenpatrozinien des Kantons Graubünden auf ihre Bedeutung für die Erforschung der ältesten Missions-Geschichte der Schweiz, Privatdozent für Kirchengeschichte an der Theologischen Fakultät der Universität Zürich. Von 1938 bis 1954 war er dort Titularprofessor. Er beschäftigte sich zum grössten Teil mit Huldrych Zwingli und verfasste hierzu verschiedene Übersetzungen, Kommentare und Interpretationen. Dazu widmete er sich der Zürcher Reformation. Er veröffentlichte unter anderem auch Aufsätze in der Zeitschrift Zwingliana.

## Ehrungen und Auszeichnungen
- 1931 wurde Oskar Farner durch die Theologische Fakultät der Universität Basel zum Dr. theol. h. c. ernannt.
- 1954 ernannte ihn die Philosophische Fakultät der Universität Zürich zum Dr. phil. h. c.

## Mitgliedschaften
- Oskar Farner war im Vorstand des Zwinglivereins.

## Schriften (Auswahl)
- Zwinglis Bedeutung für die Gegenwart. Beer, Zürich 1919.
- Zwinglis häusliches Leben. Buchdr. Berichthaus, Zürich 1919.
- Die Kirchenpatrozinien des Kantons Graubünden auf ihre Bedeutung für die Erforschung der ältesten Missions-Geschichte der Schweiz. E. Reinhardt, München 1925.
- Das Zwinglibild Luthers. Mohr, Tübingen 1931.
- Die Chronik von Huldrych Zwinglis Sterben. Buchdruckerei Berichthaus, Zürich 1931.
- mit Leonhard von Muralt: Von göttlicher und menschlicher Gerechtigkeit; sozialpolitische Schriften für die Gegenwart. Rascher, Zürich/Leipzig/Stuttgart 1934.
- mit Fritz Deringer: Das erste Jahrhundert der Sekundarschule Stammheim, 1837–1937. Buchdr. W. Hepting, Andelfingen 1937.
- Lavaters Jugend. Zwingli-Verlag, Zürich 1939.
- mit Emil Brunner: Zürcher Kirchengesetz und christliche Kirche: Bericht der theologischen Subkommission über die Beziehungen zwischen Kirche und Staat. Schulthess, Zürich 1939.
- Land! Land! Worte von Johann Caspar Lavater. Zwingli-Verlag, Zürich 1941.
- mit Hans Hoffmann. Otto Münch; Ernst Winizki: Die große Wende in Zürich: Otto Münchs Zwingli-Türe am Großmünster. Zwingli-Verlag, Zürich 1941.
- mit Carl Ludwig: Das Gebot der Stunde: Was erwartet unser Volk von seiner Kirche? Evangel. Verlag, Zollikon-Zürich 1942.
- Der Untervogt und seine Frau: vier Bilder aus der Reformationszeit alten Berichten nachgezeichnet. Zwingli-Verlag, Zürich 1943.
- Gott ist Meister: Zwingli-Worte für unsere Zeit. Zwingli-Verlag, Zürich 1944.
- mit Karl Barth, Paul Vogt: Die evangelische Kirche in Deutschland nach dem Zusammenbruch des Dritten Reiches. Evangelischer Verlag, Zollikon-Zürich 1945.
- Martin Luther: ein Wort des Gedächtnisses. Evangelischer Verlag, Zollikon-Zürich 1946.
- Der Reformator Huldrych Zwingli; sein Leben und Schaffen. Zwingli-Verlag, Zürich 1949.
- Der Fuhrmann Gottes Ein Zwingli-Schauspiel in 5 Bildern. Zwingli-Verlag, Zürich 1949.
- mit Leo Juda: Katechismen. M. Niehans, Zürich 1955.
- Aus Zwinglis Predigten zu Jesaja und Jeremia. Unbekannte Nachschriften, ausgewählt und sprachlich bearbeitet von Oskar Farner. Verlag Berichthaus, Zürich 1957.
- Aus Zwinglis Predigten zu Matthäus, Markus und Johannes unbekannte Nachschriften. Verl. Berichthaus, Zürich 1957.
- Huldrych Zwingli. 4 Bde. Zürich 1943–1960
- Reformatorische Erneuerung von Kirche und Volk in Zürich und in der Eidgenossenschaft 1525–1531. Zürich 1960.
- Wegmarken zur Besinnung über den Dienst der Kirche. Zwingli-Verlag, Zürich/Stuttgart 1962.